# Меморіальний комплекс «Жертвам фашизму»
Меморіальний комплекс «Жертвам фашизму» — меморіальний комплекс у м. Володимир, пам'ятка історії національного значення, охоронний номер 030004-Н.

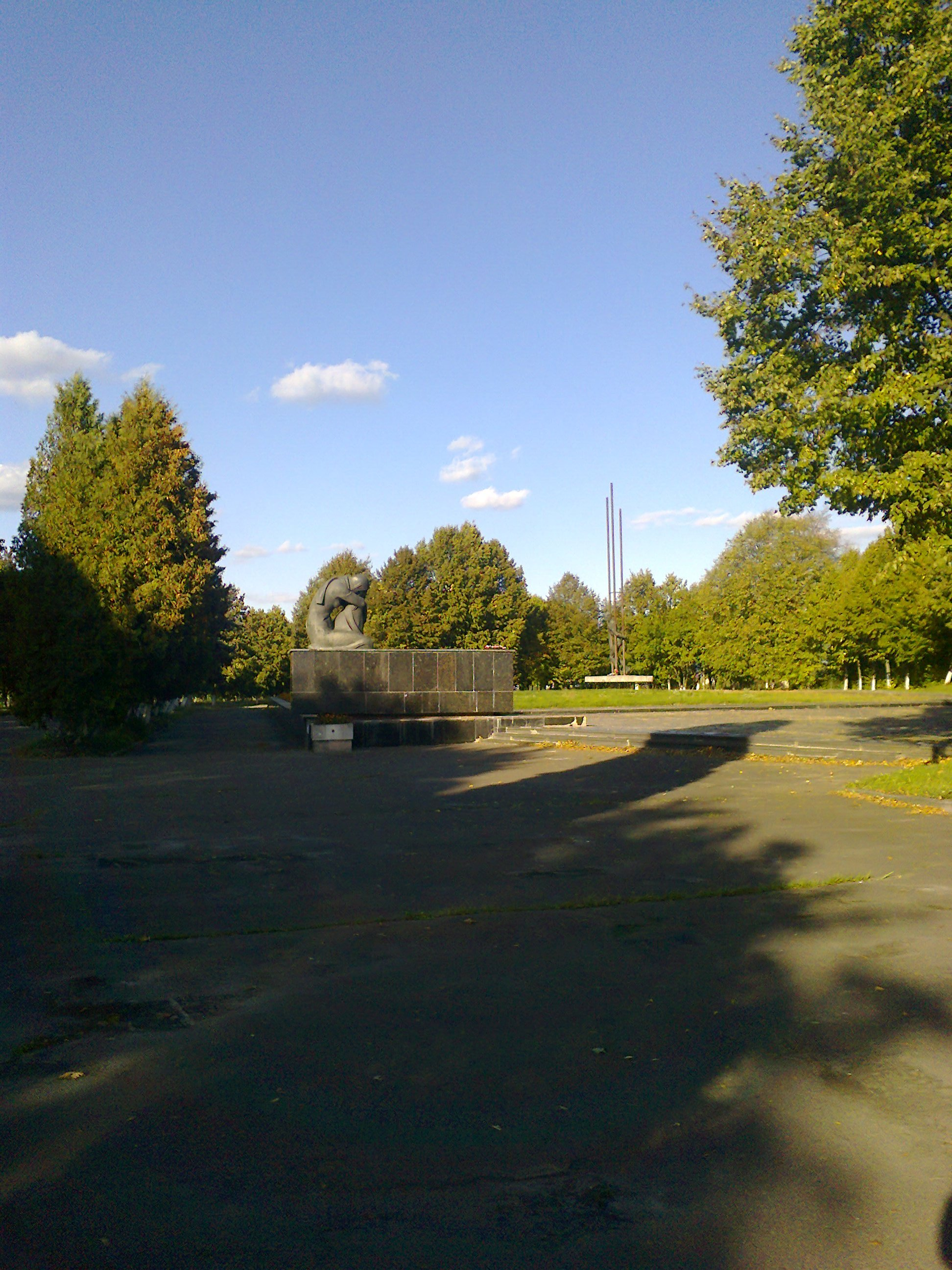
Меморіальний комплекс жертвам фашизму.

Меморіальний комплекс збудований у 1967 р. (є інші дані — 1965)
Територія меморіального комплексу розміром 50×70 м. Викладена залізобетонними плитами. До складу комплексу входять дві скульптури — матері і військовополоненого. На постаменті напис: «Тут в 1941—1944 р. німецько-фашистськими загарбниками замучено 56000 радянських людей». Кількість похованих військовополонених невідома.
У 1975 році тут були перезахоронені останки трьох тисяч полонених бійців, розстріляних у 1942 році.
Скульптури із залізобетону виготовлено на Львівській скульптурно-керамічній фабриці.
Скульптори: Теодозія Бриж, Євген Дзиндра.
Архітектор: Ярослав Назаркевич.
Взято на охорону згідно постанови Волинської обласної ради депутатів трудящих № 360 від 4 серпня 1969 р. Постановою Кабінету міністрів України № 1761 від 27.12.2001 р. «Про занесення пам'яток історії, монументального мистецтва та археології національного значення до Державного реєстру нерухомих пам'яток України» внесено до Державного реєстру нерухомих пам'яток України пам'ятки історії, монументального мистецтва та археології національного значення. Повторно внесено Постановою Кабінету міністрів України № 928 від 3.09.2009 р. «Про занесення об'єктів культурної спадщини національного значення до Державного реєстру нерухомих пам'яток України».